# Коридор №8 (филм)
Вижте пояснителната страница за други значения на Коридор №8.
Коридор №8 е български документален филм от 2008 година за едноименния инфраструктурен проект на Европейския съюз, преминаващ през България – Северна Македония – Албания по трасето на античния път Виа Егнация. Режисьор и сценарист на филма е Борис Десподов, Борис Мисирков и Георги Богданов са оператори, автор на музиката е Петър Дундаков. Продуцирането на филма е дело на Мартичка Божилова от продуцентска компания АГИТПРОП.
Премиерата на филма се състои на Берлинския международен кинофестивал между 7 – 12 февруари 2008 година. В секцията „Международен форум на новото кино“ печели наградата на „вселенското жури“. На Канадския международен документален филмов фестивал „Хот Докс“ за Коридор №8 Борис Десподов печели награда на HBO за изгряващ талант в документалното кино. На филмовия фестивал в Сараево печели наградата „сърцето на Сараево“ за най-добър документален филм. На МКФФ „Златен витяз“ 2009 печели наградата за най-добър пълнометражен филм. На 10 септември 2009 година Коридор №8 е излъчен по телевизионният канал на HBO.